# Serie A2 2019-2020 (pallavolo maschile)
La Serie A2 2019-2020 si è svolta dal 20 ottobre 2019 all'8 marzo 2020: al torneo hanno partecipato dodici squadre di club italiane.

## Regolamento

### Formula
Le squadre avrebbero dovuto disputare un girone all'italiana, con gare di andata e ritorno, per un totale di ventidue giornate. Al termine della regular season:
- Le prime otto classificate avrebbero dovuto accedere ai play-off promozione, strutturati in quarti di finale, giocati al meglio di due vittorie su tre gare, semifinali e finale, entrambe giocate al meglio di tre vittorie su cinque gare: la vincitrice sarebbe stata promossa in Superlega.
- La decima e l'undicesima classificata, se distanti in classifica meno di tre punti, avrebbero dovuto disputare un play-out, giocato al meglio di due vittorie su tre gare: la perdente sarebbe stata retrocessa in Serie A3.
- L'undicesima classificata, qualora distanziata tre o più punti dalla decima, e l'ultima classificata sarebbero state retrocesse in Serie A3[2].

A seguito del diffondersi in Italia della pandemia di COVID-19, il campionato è stato sospeso il 9 marzo 2020: dopo aver espresso all'unanimità al Consiglio di Amministrazione della Lega Pallavolo Serie A la sospensione definitiva del campionato, l'8 aprile 2020 la FIPAV ha decretato la chiusura anticipata del campionato senza assegnazioni delle promozioni e delle retrocessioni.

### Criteri di classifica
Se il risultato finale è stato di 3-0 o 3-1 sono stati assegnati 3 punti alla squadra vincente e 0 a quella sconfitta, se il risultato finale è stato di 3-2 sono stati assegnati 2 punti alla squadra vincente e 1 a quella sconfitta.
L'ordine del posizionamento in classifica è stato definito in base a:
- Punti;
- Numero di partite vinte;
- Ratio dei set vinti/persi;
- Ratio dei punti realizzati/subiti.

## Squadre partecipanti
Le squadre retrocesse dalla Superlega sono state l'Emma Villas e la New Mater.
Delle squadre aventi il diritto di partecipazione:
- Il Massa ha ceduto il titolo sportivo alla Peimar, la quale è stata ammessa in Serie A2.
- La Marconi ha rinunciato all'iscrizione.

Per integrare l'organico delle squadre sono state ripescate l'Impavida Ortona, la New Real Gioia e la Rinascita Lagonegro: tuttavia la New Real Gioia ha rinunciato all'iscrizione.
Per volere della FIPAV il Club Italia è stato ammesso in Serie A2: tuttavia ha rinunciato all'iscrizione.
| Club                | Stagione | Città                 | Impianto               | Stagione precedente                                                  |
| ------------------- | -------- | --------------------- | ---------------------- | -------------------------------------------------------------------- |
| Atlantide Brescia   | dettagli | Brescia               | PalaSanFilippo         | 4ª in Serie A2 (girone bianco); quarti di finale play-off promozione |
| Emma Villas         | dettagli | Siena                 | PalaMensSana           | 13ª in Superlega                                                     |
| Impavida Ortona     | dettagli | Ortona                | Palasport Comunale     | 6ª in Serie A2 (girone blu)                                          |
| Libertas Brianza    | dettagli | Cantù                 | PalaParini             | 4ª in Serie A2 (girone blu); semifinali play-off promozione          |
| Lupi Santa Croce    | dettagli | Santa Croce sull'Arno | PalaParenti            | 8ª in Serie A2 (girone bianco)                                       |
| Materdomini         | dettagli | Castellana Grotte     | PalaGrotte             | 3ª in Serie A2 (girone blu); quarti di finale play-off promozione    |
| Mondovì             | dettagli | Mondovì               | PalaManera             | 1ª in Serie A2 (girone bianco); quarti di finale play-off promozione |
| New Mater           | dettagli | Castellana Grotte     | PalaGrotte             | 14ª in Superlega                                                     |
| Olimpia Bergamo     | dettagli | Bergamo               | Palazzetto dello sport | 2ª in Serie A2 (girone blu); finale play-off promozione              |
| Peimar              | dettagli | Calci                 | PalaParenti            | -                                                                    |
| Rinascita Lagonegro | dettagli | Lagonegro             | PalaSimone             | 5ª in Serie A2 (girone bianco)                                       |
| Tricolore           | dettagli | Reggio nell'Emilia    | PalaBigi               | 3ª in Serie A2 (girone bianco); quarti di finale play-off promozione |

## Torneo

### Regular season

#### Risultati
| Prima giornata |                                       |     |                                   |
|                |                                       |     |                                   |
| 20-10          | Emma Villas - Peimar                  | 3-2 | 22-25, 21-25, 25-16, 25-18, 15-13 |
| 20-10          | New Mater - Atlantide Brescia         | 3-2 | 25-19, 25-22, 29-31, 21-25, 15-7  |
| 20-10          | Olimpia Bergamo - Rinascita Lagonegro | 3-1 | 20-25, 25-21, 25-22, 28-26        |
| 20-10          | Libertas Brianza - Tricolore          | 1-3 | 16-25, 25-19, 17-25, 22-25        |
| 20-10          | Lupi Santa Croce - Materdomini        | 3-0 | 25-21, 26-24, 25-17               |
| 20-10          | Impavida Ortona - Mondovì             | 3-1 | 25-18, 25-21, 22-25, 25-20        |

| Seconda giornata |                                 |     |                                   |
|                  |                                 |     |                                   |
| 27-10            | Mondovì - Lupi Santa Croce      | 0-3 | 23-25, 20-25, 23-25               |
| 27-10            | Tricolore - Impavida Ortona     | 1-3 | 26-24, 19-25, 18-25, 24-26        |
| 27-10            | Materdomini - Libertas Brianza  | 3-2 | 21-25, 16-25, 25-20, 25-18, 15-12 |
| 27-10            | Atlantide Brescia - Emma Villas | 3-1 | 25-20, 25-18, 19-25, 25-23        |
| 27-10            | Peimar - Olimpia Bergamo        | 3-1 | 23-25, 25-20, 28-26, 25-20        |
| 27-10            | Rinascita Lagonegro - New Mater | 3-2 | 33-31, 22-25, 17-25, 30-28, 15-8  |

| Terza giornata |                                    |     |                                  |
|                |                                    |     |                                  |
| 03-11          | Emma Villas - Lupi Santa Croce     | 3-1 | 25-15, 25-15, 20-25, 25-23       |
| 03-11          | New Mater - Tricolore              | 0-3 | 21-25, 20-25, 20-25              |
| 03-11          | Olimpia Bergamo - Materdomini      | 3-2 | 25-22, 26-28, 25-18, 23-25, 15-7 |
| 02-11          | Atlantide Brescia - Mondovì        | 3-1 | 28-26, 25-27, 25-18, 25-20       |
| 03-11          | Peimar - Rinascita Lagonegro       | 3-2 | 25-17, 19-25, 25-23, 21-25, 15-9 |
| 02-11          | Impavida Ortona - Libertas Brianza | 3-1 | 25-17, 25-22, 15-25, 25-18       |

| Quarta giornata |                                         |     |                                   |
|                 |                                         |     |                                   |
| 10-11           | Mondovì - Peimar                        | 2-3 | 22-25, 22-25, 29-27, 25-23, 11-15 |
| 09-11           | Olimpia Bergamo - Emma Villas           | 1-3 | 25-20, 28-30, 20-25, 24-26        |
| 10-11           | Materdomini - Impavida Ortona           | 2-3 | 26-28, 20-25, 25-23, 25-19, 12-15 |
| 10-11           | Libertas Brianza - New Mater            | 0-3 | 20-25, 22-25, 26-28               |
| 09-11           | Lupi Santa Croce - Tricolore            | 3-0 | 25-19, 25-23, 25-15               |
| 10-11           | Rinascita Lagonegro - Atlantide Brescia | 0-3 | 18-25, 21-25, 17-25               |

| Quinta giornata |                                      |     |                                   |
|                 |                                      |     |                                   |
| 17-11           | Emma Villas - Libertas Brianza       | 3-0 | 25-17, 25-21, 25-23               |
| 17-11           | New Mater - Mondovì                  | 3-1 | 25-22, 26-24, 26-28, 25-20        |
| 17-11           | Tricolore - Rinascita Lagonegro      | 2-3 | 25-23, 22-25, 25-20, 18-25, 20-22 |
| 17-11           | Atlantide Brescia - Lupi Santa Croce | 3-1 | 26-24, 21-25, 25-19, 26-24        |
| 03-12           | Peimar - Materdomini                 | 3-1 | 25-15, 25-22, 24-26, 25-13        |
| 17-11           | Impavida Ortona - Olimpia Bergamo    | 3-0 | 25-15, 25-23, 27-25               |

| Sesta giornata |                                        |     |                                   |
|                |                                        |     |                                   |
| 18-12          | Mondovì - Tricolore                    | 2-3 | 18-25, 25-19, 25-19, 22-25, 8-15  |
| 24-11          | Olimpia Bergamo - New Mater            | 3-1 | 25-21, 25-20, 23-25, 26-24        |
| 24-11          | Materdomini - Atlantide Brescia        | 1-3 | 23-25, 22-25, 25-23, 21-25        |
| 24-11          | Libertas Brianza - Peimar              | 2-3 | 25-22, 24-26, 30-28, 21-25, 11-15 |
| 24-11          | Lupi Santa Croce - Rinascita Lagonegro | 3-0 | 25-17, 29-27, 25-16               |
| 24-11          | Impavida Ortona - Emma Villas          | 3-2 | 25-22, 16-25, 19-25, 25-17, 15-11 |

| Settima giornata |                                     |     |                            |
|                  |                                     |     |                            |
| 01-12            | Emma Villas - Materdomini           | 3-1 | 25-22, 25-19, 22-25, 25-22 |
| 01-12            | New Mater - Impavida Ortona         | 3-0 | 25-22, 25-23, 25-23        |
| 01-12            | Tricolore - Olimpia Bergamo         | 0-3 | 21-25, 19-25, 22-25        |
| 01-12            | Atlantide Brescia - Peimar          | 1-3 | 18-25, 12-25, 25-19, 19-25 |
| 01-12            | Lupi Santa Croce - Libertas Brianza | 3-1 | 21-25, 25-17, 25-23, 25-23 |
| 01-12            | Rinascita Lagonegro - Mondovì       | 3-0 | 25-20, 25-22, 25-20        |

| Ottava giornata |                                        |     |                                   |
|                 |                                        |     |                                   |
| 08-12           | Emma Villas - New Mater                | 3-2 | 24-26, 25-16, 25-21, 21-25, 15-12 |
| 08-12           | Olimpia Bergamo - Lupi Santa Croce     | 3-0 | 33-31, 25-22, 25-21               |
| 08-12           | Materdomini - Mondovì                  | 3-2 | 25-23, 25-21, 21-25, 18-25, 15-7  |
| 08-12           | Libertas Brianza - Rinascita Lagonegro | 2-3 | 22-25, 25-20, 23-25, 25-18, 13-15 |
| 07-12           | Peimar - Tricolore                     | 3-1 | 25-10, 25-17, 22-25, 25-16        |
| 08-12           | Impavida Ortona - Atlantide Brescia    | 3-1 | 25-18, 23-25, 25-19, 25-21        |

| Nona giornata |                                    |     |                                   |
|               |                                    |     |                                   |
| 15-12         | New Mater - Peimar                 | 3-0 | 25-20, 25-16, 25-22               |
| 15-12         | Mondovì - Emma Villas              | 0-3 | 22-25, 19-25, 13-25               |
| 14-12         | Tricolore - Atlantide Brescia      | 0-3 | 19-25, 19-25, 24-26               |
| 15-12         | Libertas Brianza - Olimpia Bergamo | 1-3 | 23-25, 33-31, 20-25, 19-25        |
| 15-12         | Lupi Santa Croce - Impavida Ortona | 2-3 | 13-25, 24-26, 26-24, 25-14, 14-16 |
| 29-12         | Rinascita Lagonegro - Materdomini  | 3-0 | 25-22, 25-21, 25-17               |

| Decima giornata |                                      |     |                                   |
|                 |                                      |     |                                   |
| 22-12           | New Mater - Lupi Santa Croce         | 3-1 | 25-20, 22-25, 25-18, 25-21        |
| 21-12           | Mondovì - Olimpia Bergamo            | 3-2 | 15-25, 27-25, 18-25, 27-25, 15-11 |
| 21-12           | Tricolore - Materdomini              | 0-3 | 26-28, 17-25, 21-25               |
| 22-12           | Atlantide Brescia - Libertas Brianza | 1-3 | 25-21, 21-25, 20-25, 19-25        |
| 22-12           | Peimar - Impavida Ortona             | 3-1 | 21-25, 25-22, 25-19, 25-23        |
| 22-12           | Rinascita Lagonegro - Emma Villas    | 1-3 | 25-15, 19-25, 15-25, 14-25        |

| Undicesima giornata |                                       |     |                                   |
|                     |                                       |     |                                   |
| 26-12               | Emma Villas - Tricolore               | 3-0 | 25-17, 25-13, 25-18               |
| 28-12               | Olimpia Bergamo - Atlantide Brescia   | 3-2 | 20-25, 15-25, 33-31, 25-13, 15-9  |
| 26-12               | Materdomini - New Mater               | 2-3 | 25-23, 19-25, 25-23, 21-25, 12-15 |
| 26-12               | Libertas Brianza - Mondovì            | 1-3 | 17-25, 25-23, 17-25, 23-25        |
| 26-12               | Lupi Santa Croce - Peimar             | 1-3 | 15-25, 25-20, 21-25, 19-25        |
| 26-12               | Impavida Ortona - Rinascita Lagonegro | 3-0 | 25-20, 25-19, 25-23               |

| Dodicesima giornata |                                       |     |                                   |
|                     |                                       |     |                                   |
| 05-01               | Peimar - Emma Villas                  | 0-3 | 23-25, 18-25, 19-25               |
| 05-01               | Atlantide Brescia - New Mater         | 2-3 | 25-20, 25-11, 22-25, 19-25, 12-15 |
| 05-01               | Rinascita Lagonegro - Olimpia Bergamo | 2-3 | 14-25, 25-20, 19-25, 25-23, 14-16 |
| 05-01               | Tricolore - Libertas Brianza          | 1-3 | 24-26, 26-24, 22-25, 26-28        |
| 05-01               | Materdomini - Lupi Santa Croce        | 3-1 | 25-23, 23-25, 25-20, 25-19        |
| 05-01               | Mondovì - Impavida Ortona             | 3-1 | 25-22, 16-25, 31-29, 25-16        |

| Tredicesima giornata |                                 |     |                                   |
|                      |                                 |     |                                   |
| 12-01                | Lupi Santa Croce - Mondovì      | 2-3 | 25-20, 21-25, 25-21, 25-27, 10-15 |
| 12-01                | Impavida Ortona - Tricolore     | 3-1 | 25-21, 29-27, 23-25, 25-20        |
| 12-01                | Libertas Brianza - Materdomini  | 1-3 | 22-25, 23-25, 25-16, 23-25        |
| 12-01                | Emma Villas - Atlantide Brescia | 3-1 | 20-25, 27-25, 25-11, 26-24        |
| 12-01                | Olimpia Bergamo - Peimar        | 3-2 | 22-25, 23-25, 25-22, 25-19, 15-9  |
| 11-01                | New Mater - Rinascita Lagonegro | 3-0 | 26-24, 25-16, 25-19               |

| Quattordicesima giornata |                                    |     |                                   |
|                          |                                    |     |                                   |
| 19-01                    | Lupi Santa Croce - Emma Villas     | 1-3 | 23-25, 24-26, 25-21, 26-28        |
| 19-01                    | Tricolore - New Mater              | 1-3 | 25-23, 24-26, 26-28, 19-25        |
| 19-01                    | Materdomini - Olimpia Bergamo      | 1-3 | 19-25, 21-25, 25-21, 21-25        |
| 18-01                    | Mondovì - Atlantide Brescia        | 3-2 | 21-25, 25-19, 22-25, 25-18, 15-11 |
| 19-01                    | Rinascita Lagonegro - Peimar       | 3-1 | 25-23, 25-20, 26-28, 25-23        |
| 18-01                    | Libertas Brianza - Impavida Ortona | 1-3 | 20-25, 25-22, 14-25, 20-25        |

| Quindicesima giornata |                                         |     |                                   |
|                       |                                         |     |                                   |
| 26-01                 | Peimar - Mondovì                        | 3-1 | 25-22, 19-25, 25-23, 25-14        |
| 26-01                 | Emma Villas - Olimpia Bergamo           | 1-3 | 24-26, 23-25, 25-23, 13-25        |
| 26-01                 | Impavida Ortona - Materdomini           | 3-2 | 25-21, 22-25, 15-25, 25-20, 15-12 |
| 26-01                 | New Mater - Libertas Brianza            | 3-0 | 25-18, 25-19, 25-19               |
| 26-01                 | Tricolore - Lupi Santa Croce            | 1-3 | 21-25, 28-26, 24-26, 22-25        |
| 26-01                 | Atlantide Brescia - Rinascita Lagonegro | 3-0 | 25-23, 25-19, 25-23               |

| Sedicesima giornata |                                      |     |                            |
|                     |                                      |     |                            |
| 02-02               | Libertas Brianza - Emma Villas       | 0-3 | 16-25, 24-26, 23-25        |
| 02-02               | Mondovì - New Mater                  | 0-3 | 17-25, 21-25, 17-25        |
| 02-02               | Rinascita Lagonegro - Tricolore      | 3-0 | 25-17, 28-26, 25-17        |
| 02-02               | Lupi Santa Croce - Atlantide Brescia | 3-1 | 25-21, 26-28, 25-18, 25-23 |
| 01-02               | Materdomini - Peimar                 | 3-1 | 21-25, 25-23, 25-20, 25-23 |
| 02-02               | Olimpia Bergamo - Impavida Ortona    | 3-1 | 20-25, 26-24, 25-19, 25-22 |

| Diciassettesima giornata |                                        |     |                                   |
|                          |                                        |     |                                   |
| 09-02                    | Tricolore - Mondovì                    | 0-3 | 22-25, 19-25, 20-25               |
| 09-02                    | New Mater - Olimpia Bergamo            | 0-3 | 23-25, 22-25, 21-25               |
| 09-02                    | Atlantide Brescia - Materdomini        | 2-3 | 23-25, 21-25, 25-20, 25-21, 13-15 |
| 09-02                    | Peimar - Libertas Brianza              | 3-0 | 25-15, 25-19, 25-17               |
| 08-02                    | Rinascita Lagonegro - Lupi Santa Croce | 0-3 | 16-25, 20-25, 18-25               |
| 08-02                    | Emma Villas - Impavida Ortona          | 3-0 | 25-19, 25-16, 25-18               |

| Diciottesima giornata |                                     |     |                                   |
|                       |                                     |     |                                   |
| 16-02                 | Materdomini - Emma Villas           | 3-2 | 21-25, 25-20, 24-26, 25-20, 16-14 |
| 16-02                 | Impavida Ortona - New Mater         | 3-0 | 25-18, 25-20, 25-20               |
| 14-02                 | Olimpia Bergamo - Tricolore         | 3-0 | 25-21, 25-15, 25-14               |
| 16-02                 | Peimar - Atlantide Brescia          | 2-3 | 25-19, 23-25, 25-21, 19-25, 13-15 |
| 15-02                 | Libertas Brianza - Lupi Santa Croce | 1-3 | 25-19, 23-25, 20-25, 19-25        |
| 16-02                 | Mondovì - Rinascita Lagonegro       | 3-0 | 25-22, 25-22, 25-21               |

| Diciannovesima giornata |                                        |   |           |
|                         |                                        |   |           |
| -                       | New Mater - Emma Villas                | - | annullata |
| -                       | Lupi Santa Croce - Olimpia Bergamo     | - | annullata |
| -                       | Mondovì - Materdomini                  | - | annullata |
| -                       | Rinascita Lagonegro - Libertas Brianza | - | annullata |
| -                       | Tricolore - Peimar                     | - | annullata |
| -                       | Atlantide Brescia - Impavida Ortona    | - | annullata |

| Ventesima giornata |                                    |     |                                   |
|                    |                                    |     |                                   |
| 08-03              | Peimar - New Mater                 | 2-3 | 19-25, 25-17, 14-25, 25-20, 13-15 |
| 08-03              | Emma Villas - Mondovì              | 3-0 | 25-13, 25-18, 25-13               |
| 08-03              | Atlantide Brescia - Tricolore      | 3-1 | 25-18, 25-20, 24-26, 25-19        |
| -                  | Olimpia Bergamo - Libertas Brianza | -   | annullata                         |
| 08-03              | Impavida Ortona - Lupi Santa Croce | 1-3 | 23-25, 25-23, 15-25, 26-28        |
| 08-03              | Materdomini - Rinascita Lagonegro  | 1-3 | 19-25, 25-23, 19-25, 17-25        |

| Ventunesima giornata |                                      |   |           |
|                      |                                      |   |           |
| -                    | Lupi Santa Croce - New Mater         | - | annullata |
| -                    | Olimpia Bergamo - Mondovì            | - | annullata |
| -                    | Materdomini - Tricolore              | - | annullata |
| -                    | Libertas Brianza - Atlantide Brescia | - | annullata |
| -                    | Impavida Ortona - Peimar             | - | annullata |
| -                    | Emma Villas - Rinascita Lagonegro    | - | annullata |

| Ventiduesima giornata |                                       |   |           |
|                       |                                       |   |           |
| -                     | Tricolore - Emma Villas               | - | annullata |
| -                     | Atlantide Brescia - Olimpia Bergamo   | - | annullata |
| -                     | New Mater - Materdomini               | - | annullata |
| -                     | Mondovì - Libertas Brianza            | - | annullata |
| -                     | Peimar - Lupi Santa Croce             | - | annullata |
| -                     | Rinascita Lagonegro - Impavida Ortona | - | annullata |

#### Classifica
| Pos. | Squadra             | Pt | G  | V  | P  | SV | SP | Ratio | PF    | PS    | Ratio |
| ---- | ------------------- | -- | -- | -- | -- | -- | -- | ----- | ----- | ----- | ----- |
| 1.   | Emma Villas         | 45 | 19 | 15 | 4  | 51 | 22 | 2,318 | 1 701 | 1 503 | 1,131 |
| 2.   | Olimpia Bergamo     | 39 | 18 | 14 | 4  | 46 | 26 | 1,769 | 1 705 | 1 573 | 1,083 |
| 3.   | New Mater           | 37 | 19 | 13 | 6  | 44 | 29 | 1,517 | 1 671 | 1 592 | 1,049 |
| 4.   | Impavida Ortona     | 35 | 19 | 13 | 6  | 43 | 32 | 1,343 | 1 709 | 1 644 | 1,039 |
| 5.   | Peimar              | 34 | 19 | 11 | 8  | 43 | 37 | 1,162 | 1 788 | 1 704 | 1,049 |
| 6.   | Lupi Santa Croce    | 32 | 19 | 10 | 9  | 40 | 32 | 1,250 | 1 675 | 1 627 | 1,029 |
| 7.   | Atlantide Brescia   | 31 | 19 | 9  | 10 | 42 | 37 | 1,135 | 1 755 | 1 751 | 1,002 |
| 8.   | Materdomini         | 24 | 19 | 8  | 11 | 37 | 44 | 0,840 | 1 742 | 1 824 | 0,955 |
| 9.   | Rinascita Lagonegro | 23 | 19 | 8  | 11 | 30 | 41 | 0,731 | 1 546 | 1 623 | 0,952 |
| 10.  | Mondovì             | 21 | 19 | 7  | 12 | 31 | 44 | 0,704 | 1 605 | 1 708 | 0,939 |
| 11.  | Tricolore           | 9  | 19 | 3  | 16 | 18 | 51 | 0,352 | 1 464 | 1 666 | 0,878 |
| 12.  | Libertas Brianza    | 9  | 18 | 2  | 16 | 20 | 50 | 0,400 | 1 503 | 1 649 | 0,911 |

## Statistiche
| Rendimento individuale | Rendimento individuale | Rendimento individuale | Rendimento individuale |
| Pos.                   | Nome                   | Punti                  | Squadra                |
| ---------------------- | ---------------------- | ---------------------- | ---------------------- |
| 1                      | Igor' Tjurin           | 409                    | Rinascita Lagonegro    |
| 2                      | Williams Padura        | 380                    | Lupi Santa Croce       |
| 3                      | Michele Morelli        | 376                    | New Mater              |
| 4                      | Andrea Galliani        | 365                    | Atlantide Brescia      |
| 5                      | Wagner da Silva        | 352                    | Olimpia Bergamo        |
| 6                      | Yuri Romanò            | 348                    | Emma Villas            |
| 7                      | Roberto Cazzaniga      | 326                    | Materdomini            |
| 8                      | Luca Borgogno          | 312                    | Mondovì                |
| 9                      | Sebastiano Milan       | 302                    | Emma Villas            |
| 10                     | Michele Fedrizzi       | 297                    | Peimar                 |

| Attacchi vincenti | Attacchi vincenti | Attacchi vincenti | Attacchi vincenti   |
| Pos.              | Nome              | Punti             | Squadra             |
| ----------------- | ----------------- | ----------------- | ------------------- |
| 1                 | Igor' Tjurin      | 350               | Rinascita Lagonegro |
| 2                 | Michele Morelli   | 343               | New Mater           |
| 3                 | Williams Padura   | 330               | Lupi Santa Croce    |
| 4                 | Andrea Galliani   | 319               | Atlantide Brescia   |
| 5                 | Wagner da Silva   | 297               | Olimpia Bergamo     |
| 5                 | Yuri Romanò       | 297               | Emma Villas         |
| 7                 | Roberto Cazzaniga | 277               | Materdomini         |
| 8                 | Luca Borgogno     | 275               | Mondovì             |
| 9                 | Djalma Moreira    | 274               | New Mater           |
| 10                | Andrea Argenta    | 260               | Peimar              |

| Muri vincenti | Muri vincenti         | Muri vincenti | Muri vincenti       |
| Pos.          | Nome                  | Punti         | Squadra             |
| ------------- | --------------------- | ------------- | ------------------- |
| 1             | Leandro Mosca         | 49            | Peimar              |
| 2             | Stefano Patriarca     | 45            | Materdomini         |
| 3             | Giovanni Gargiulo     | 44            | Materdomini         |
| 4             | Federico Bargi        | 42            | Lupi Santa Croce    |
| 5             | Jacopo Larizza        | 41            | Lupi Santa Croce    |
| 6             | Roberto Festi         | 40            | Atlantide Brescia   |
| 7             | Rocco Barone          | 39            | Peimar              |
| 8             | Vincenzo Spadavecchia | 38            | Rinascita Lagonegro |
| 8             | Carmelo Gitto         | 38            | Emma Villas         |
| 10            | Giorgio De Togni      | 37            | New Mater           |
| 10            | Matteo Zamagni        | 37            | Emma Villas         |
| 10            | Luca Presta           | 37            | Mondovì New Mater   |

| Battute vincenti | Battute vincenti  | Battute vincenti | Battute vincenti    |
| Pos.             | Nome              | Punti            | Squadra             |
| ---------------- | ----------------- | ---------------- | ------------------- |
| 1                | Michele Fedrizzi  | 38               | Peimar              |
| 2                | Roberto Cominetti | 37               | Libertas Brianza    |
| 2                | Dore Della Lunga  | 37               | Olimpia Bergamo     |
| 4                | Sebastiano Milan  | 35               | Emma Villas         |
| 5                | Yuri Romanò       | 32               | Emma Villas         |
| 5                | Alessio Fiore     | 32               | Materdomini         |
| 7                | Wagner da Silva   | 31               | Olimpia Bergamo     |
| 7                | Igor' Tjurin      | 31               | Rinascita Lagonegro |
| 7                | Roberto Cazzaniga | 31               | Materdomini         |
| 10               | Leonardo Colli    | 29               | Lupi Santa Croce    |